# جایزه بزرگ فرانسه ۱۹۶۱
جایزه بزرگ فرانسه ۱۹۶۱ (انگلیسی: ‎1961 French Grand Prix‎) یک مسابقهٔ موتوری در رشتهٔ اتومبیل‌رانی فرمول یک بود که در تاریخ ۲ ژوئیهٔ ۱۹۶۱ در پیست رنس واقع در رنس، فرانسه برگزار شد. این گراند پری در میان ۸ گراند پری در فصل ۱۹۶۱، مسابقهٔ شمارهٔ ۴ بود.
در این مسابقه که در ۵۲ دور و به مسافت ۴۳۱٫۷۰۴ کیلومتر (۲۶۸٫۲۴۸ مایل) برگزار شد، پول پوزیشن توسط فیل هیل کسب شد و سریع‌ترین زمان برای طی یک دور پیست که برابر با ۲:۲۷٫۱ بود نیز توسط فیل هیل به ثبت رسید.
جیانکارلو باگتی از تیم فراری، دن گرنی از تیم پورشه و جیم کلارک از تیم لوتوس-کلیمکس به‌ترتیب مقام‌های اول تا سوم مسابقه را کسب کردند.

## رده‌بندی قهرمانی پس از مسابقه
|       | جایگاه | راننده            | امتیاز |
| ----- | ------ | ----------------- | ------ |
|       | ۱      | فیل هیل           | ۱۹     |
|       | ۲      | ولفگانگ فون تریپس | ۱۸     |
|       | ۳      | استیرلینگ ماس     | ۱۲     |
|       | ۴      | ریچی گینتر        | ۱۲     |
| ۲۵    | ۵      | جیانکارلو باگتی   | ۹      |
| منبع: |        |                   |        |

|       | جایگاه | سازنده        | امتیاز |
| ----- | ------ | ------------- | ------ |
|       | ۱      | فراری         | ۳۰     |
|       | ۲      | لوتوس-کلیمکس  | ۱۶     |
| ۱     | ۳      | پورشه         | ۹      |
| ۱     | ۴      | کوپر-کلیمکس   | ۶      |
| ۱     | ۵      | بی‌آرام-کلیمکس | ۱      |
| منبع: |        |               |        |

یادداشت
- تنها پنج جایگاه نخست از هر رده‌بندی نمایش داده شده‌است.